# Cycas schumanniana
Cycas schumanniana är en kärlväxtart som beskrevs av Carl Karl Adolf Georg Lauterbach. Cycas schumanniana ingår i släktet Cycas, och familjen Cycadaceae. IUCN kategoriserar arten globalt som nära hotad. Inga underarter finns listade i Catalogue of Life.